# Pravo na novčanu nadoknadu za pomoć i negu drugog lica
Pravo na novčanu nadoknadu za pomoć i negu drugog lica jedno je od ljudskih prava i pravo iz invalidskog i penzionog osiguranja, po kome naknada pripada osiguraniku ili korisniku penzije kod koga je zbog prirode i težine stanja povrede ili bolesti neophodna pomoć i nega drugog lica radi zadovoljenja osnovnih životnih potreba.
U Srbiji je, ovu naknadu koja je 2017. godine iznosila 16.346 dinara, primalo oko 76.000 ljudi.

## Uslovi za sticanje prava
Potreba za pomoći i negom drugog lica nastaje kada osiguranik ili korisnik penzije:
- postane nepokretan,
- ako zbog težine i prirode trajnih bolesti i bolesnog stanja osoba nije sposobna da se samostalno kreće, niti da se sam hrani, svlači, oblači,
- ako je slep.

Ostvarivanje ovog prava u Republičkom fondu za penzijsko i invalidsko osiguranje Srbije, nije uslovljeno visinom drugih primanja, niti konkretnom dijagnozom, već isključivo opštim zdravstvenim stanjem osobe koja podnosi zahtev, odnosno njegovom funkcionalnošću i sposobnošću za obavljanje osnonih životnih aktivnosti.

## Postupak
Da bi se ostvarilo ovo pravo, pre podnošenja zahteva, potrebno je da se nad licem kome je neophodna pomoć drugog lica obavi veštačenje, koje sprovodi lekar veštak određene specijalnosti na osnovu priložene medicinske dokumentacije i pregleda korisnika. Nakon oovog pregleda veštak donosi nalaz, ocenu i mišljenje, na osnovu koga to lice ostvaruje ovo pravo.
U slučajevima kada invalidska komisija proceni da zdravstveno stanje može da se poboljša, zakazuje se kontrolni pregled.

## Spoljašnje veze
- Kako ostvariti pravo na tuđu negu i pomoć — Politika onlajn od 4. 9. 2017